# Base aérea de Tengah
A Base aérea de Tengah (IATA: TGA, ICAO: WSAT) é uma base aérea da Força Aérea da República de Singapura (RSAF), localizada na parte ocidental da Singapura. É a base mais importante da RSAF, pois detém a maior parte dos meios aéreos e do poderio militar da força aérea. O seu lema é "Sempre Vigilante". Antes da independência de Singapura, esta era uma base aérea da Real Força Aérea.